# Blodnik
Blodnik je naselje v Občini Zagorje ob Savi.